# Pachamarca (distrito)
Pachamarca é um distrito do Peru, departamento de Huancavelica, localizada na província de Churcampa.

## Transporte
O distrito de Pachamarca é servido pela seguinte rodovia:
- HV-103, que liga a cidade de Anco ao distrito [1][2][3]